# Sir Safety Perugia
El Sir Safety Umbria Volley o Sir Safety Perugia es un equipo de voleibol de la ciudad de Perugia (Italia), fundado en el año 2001 que milita en la Primera División italiana (Serie A1).

## Historia

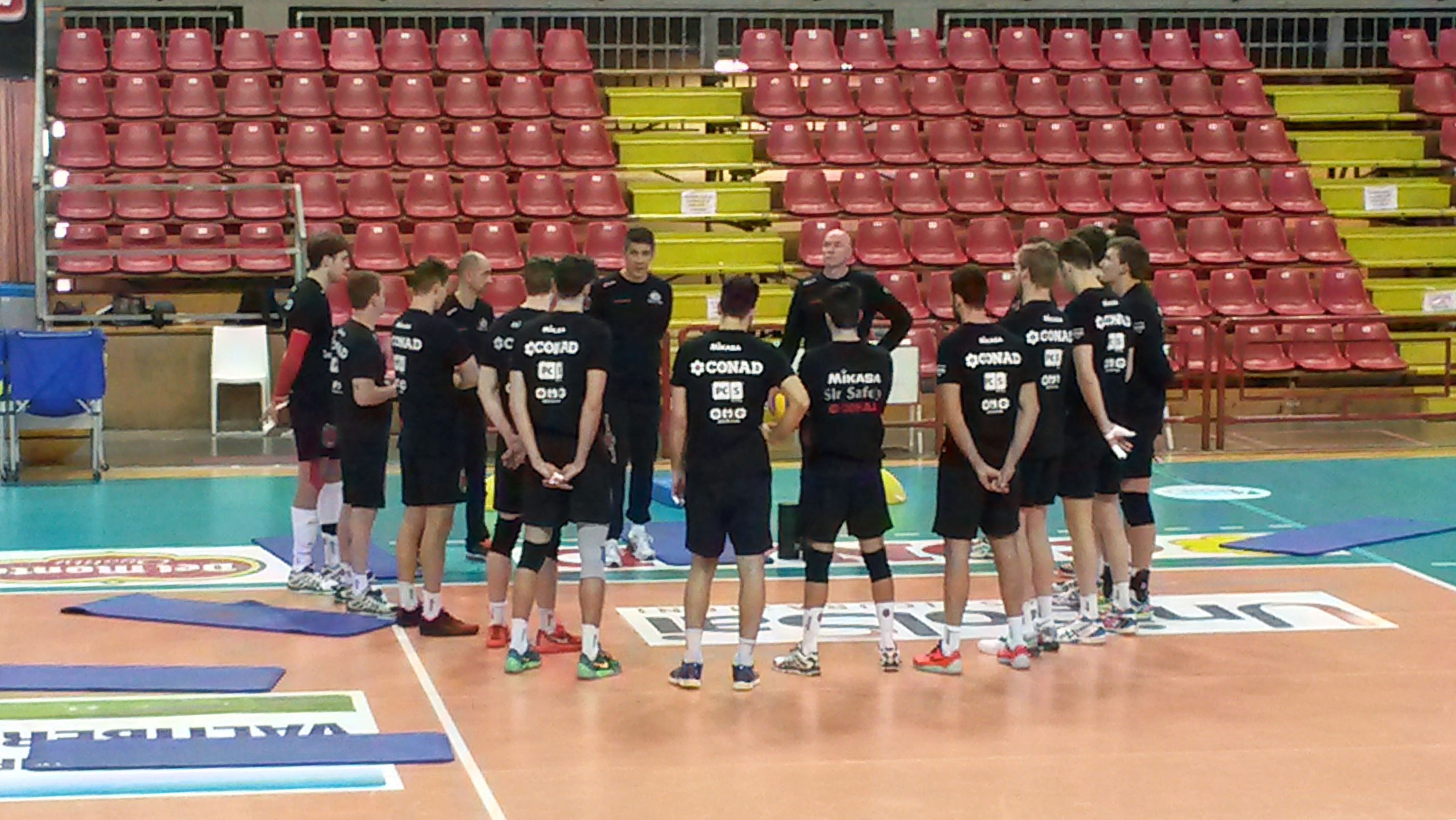
El equipo en el entrenamiento en la temporada 2015-16

El Sir Volley fue fundado en 2001 en la ciudad de Bastia Umbra empezando su historia en las divisiones inferiores, consiguiendo ascender hasta la tercera división italiana en la temporada 2004-05. En las siguientes tres temporadas llega cada año hasta la final playoff por el ascenso siendo siempre derrotada. Sin embargo asciende a la Serie A2 por medio de una repesca en la temporada 2010-11; en el mismo año muda su nombre en Sir Safety Umbria Volley y trasla su sede en Perugia.
En la temporada 2011-12 gana la Serie A2 y consigue ascender a la Serie A1; el primer campeonato en la máxima división italiana termina con el equipo en el sexto lugar y eliminado en los cuartos de los playoff por mano de la Pallavolo Piacenza.
El conjunto perugino es la revelación de la temporada 2013-14: gracias a los fichajes del opuesto serbio Aleksandar Atanasijević y del central de la selección italiana Simone Buti consigue llegar hasta las finales de Copa Italia (derrota por 3-0 frente al Pallavolo Piacenza) y de los playoff de la Serie A1 (1-3 en la serie a favor de Lube Macerata) por primera vez en su historia. A pesar de las derrotas el equipo consigue clasificarse por primera vez en su historia por la Liga de Campeones. En la temporada 2015-16 llega otra vez hasta la final de los playoff donde cae en tres partidos por mano del Pallavolo Modena.
En la temporada 2016-17 organiza la Final Four de la Champions League: tras derrotar al Lube Civitanova en semifinal po 3-2 en la final es aplastado por el VK Zenit Kazán por 3-0.

### El año del Triplete
En la temporada 2017-18 se une al equipo el líbero Massimo Colaci procedente del Trentino Volley. Es el fichaje clave por el conjunto perugino: el 8 de octubre de 2017 Perugia consigue su primer título al derrotar 3-1 el Lube Civitanova en la final de la Supercopa de Italia. El 28 de enero de 2018 los de Bernardi levantan la Copa de Italia y el 6 de mayo de 2018 se proclaman por primera vez Campeones de Italia derrotando nuevamente el Lube Civitanova en ambas las ocasiones, un Triplete histórico por el conjunto umbro y por el capitán argentino Luciano De Cecco. En Europa llegan otra vez a la Final Four de la Liga de Campeones donde se llevan al bronce tras caer 0-3 en la semifinal frente al Zenit Kazán y ganar a los polacos del ZAKSA Kędzierzyn-Koźle por 3-2 en la final 3/4 puesto.

## Palmarés
- Segunda División de Italia (1)

2011-12
- Campeonato de Italia (1)

2017-18
2° lugar (4): 2013-14, 2015-16, 2018-19, 2020-21
- Copa de Italia (2)

2017-18, 2018-19
2º lugar (3): 2013-14, 2019-20, 2020-21
- Supercopa de Italia (3)

2017, 2019, 2020
2º lugar (1) : 2016
- Champions League

2º lugar (1) : 2016-17
3º lugar (1) : 2017-18